# Aat Breur-Hibmabrug
Aat Breur-Hibmabrug (brug 615) is een bouwkundig kunstwerk in Amsterdam Nieuw-West.
De voet- en fietsbrug met een breedte van circa 3,60 meter is gelegen in de Frans Bastiaansestraat en overspant een ringwater om de wijken rond de kruising Slotermeerlaan en Burgemeester Röellstraat. Ze eindigt op de Krijn Breurstraat. De betonnen brug op betonnen paalfundering is ontworpen door Cornelis Johannes Henke en de Dienst der Publieke Werken na het tijdperk van Piet Kramer. Henke zou circa 37 bruggen voor Amsterdam ontwerpen. De brug is circa 11,50 meter lang met een dito doorvaartbreedte, maar deze is net als de doorvaart hoogte van 0,64m +NAP (bij waterstand 2,10m –NAP) puur indicatief. De onderdoorvaart is afgerasterd, Het bouwwerk dateert uit 1954/1955. In april 1954 werd ze samen met brug 613 en brug 618 aanbesteed.
Op 11 oktober 2022 besloot de gemeente Amsterdam de brug te vernoemen naar Aat Breur-Hibma, tekenares en overlever van Ravensbrück. De brug sluit aan op de Karel Breurstraat, vernoemd naar haar man Krijn Breur, in 1943 gefusilleerd.

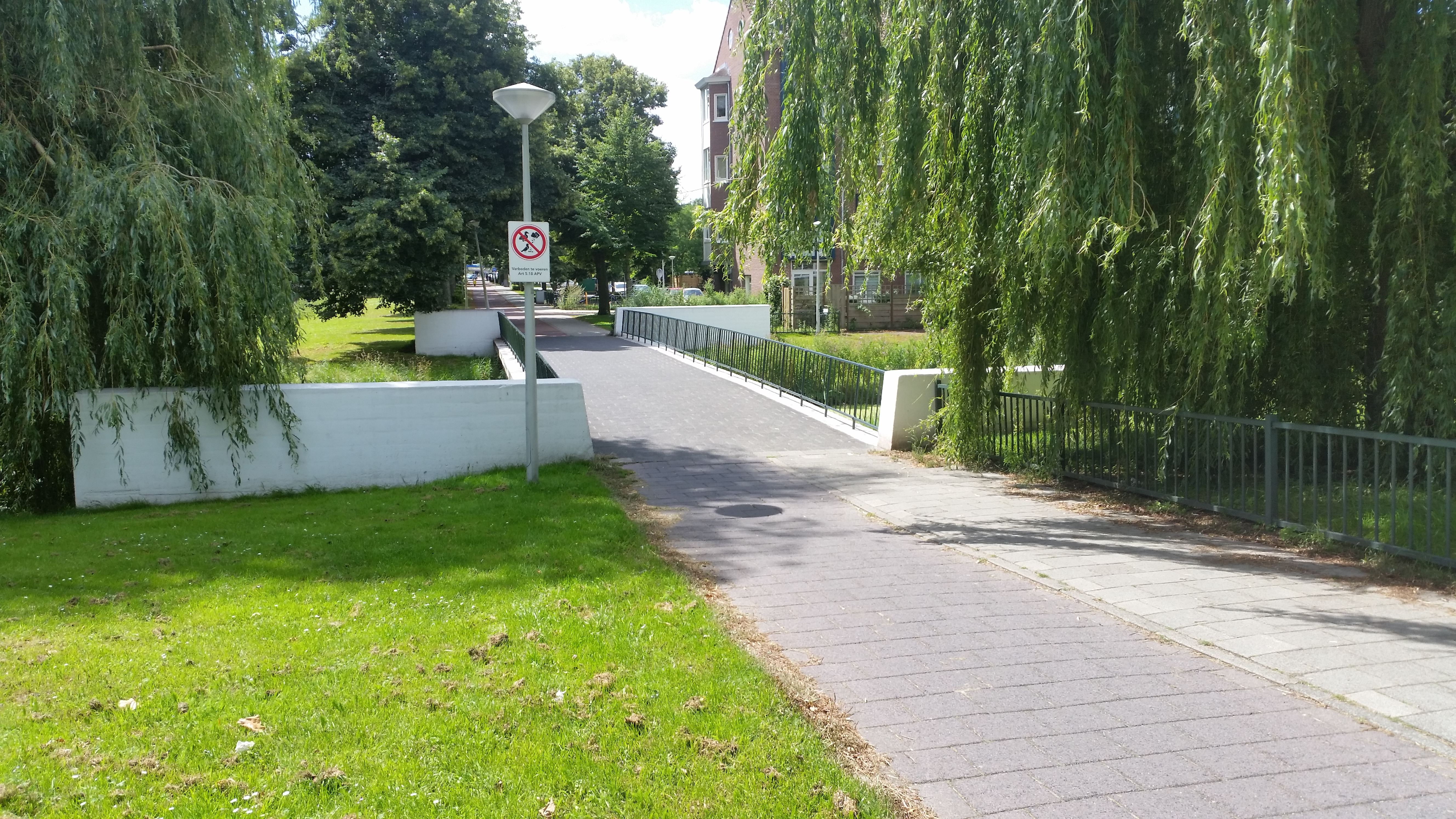
Brug 615 in de lengte (juli 2020)

<<< · 600 · 601 · 602 · 603 · 604 · 605 · 606 · 607 · 608 · 609 · 610 · 611 · 612 · 613 · 614 · 615 · 616 · 617 · 618 · 619 · 620 · 621 · 622 · 623 · 624 · 626 · 627 · 628 · 629 · 630 · 631 · 632 · 633 · 634 · 635 · 636 · 637 · 638 · 639 · 643 · 651 · 652 · 653 · 655 · 656 · 657 · 658 · 659 · 660 · 661 · 662 · 663 · 664 · 665 · 666 · 667 · 668 · 669 · 670 · 671 · 673 · 674 · 675 · 676 · 677 · 678 · 679 · 681 · 682 · 683 · 684 · 685 · 687 · 688 · 689 · 690 · 691 · 692 · 695 · 696 · 699 · >>>
Verdwenen brugnummers: 625 (afgebroken brug Sam van Houtenstraat), 640, 644, 645, 646, 647, 648, 650, 672 (duiker Cornelis Lelylaan, Rembrandtpark), 694, 698.
Nooit gebouwd: 649, 680 (nooit gebouwde brug Sloterplas).
Brugnummers 641, 642, 654, 686, 693, 694 en 697 zijn onbekend.